# Municipio de West (Iowa)
El municipio de West (en inglés: West Township) es un municipio ubicado en el condado de Montgomery en el estado estadounidense de Iowa. En el año 2010 tenía una población de 172 habitantes y una densidad poblacional de 1,87 personas por km².

## Geografía
El municipio de West se encuentra ubicado en las coordenadas 40°56′13″N 95°19′22″O / 40.93694, -95.32278. Según la Oficina del Censo de los Estados Unidos, el municipio tiene una superficie total de 91.96 km², de la cual 91,95 km² corresponden a tierra firme y (0,02 %) 0,02 km² es agua.

## Demografía
Según el censo de 2010, había 172 personas residiendo en el municipio de West. La densidad de población era de 1,87 hab./km². De los 172 habitantes, el municipio de West estaba compuesto por el 98,26 % blancos, el 0,58 % eran afroamericanos, el 0,58 % eran isleños del Pacífico y el 0,58 % eran de una mezcla de razas. Del total de la población el 3,49 % eran hispanos o latinos de cualquier raza.